# Jety VII
Meryibra Jety, o Jety VII, fue faraón de la dinastía X del Antiguo Egipto, c. 2018-2010 a. C., durante el primer periodo intermedio de Egipto.
Gobierna desde Heracleópolis Magna, pero solo controlaba una parte del país y debió enfrentarse con los mandatarios de la rival dinastía XI con sede en Tebas. 
Posible hijo de Jety VI, y padre de Merykara, el destinatario de los famosos Preceptos inscritos en papiro, con grafía hierática: las Enseñanzas de Jety para su hijo Merykara. En estos Preceptos instruye a su hijo cómo debe tratar con la nobleza. Después de una descripción de la crisis social, acaecida en el primer periodo intermedio, el gobernante explica las maneras de restaurar el orden y recobrar la gloria perdida de la monarquía. Los Preceptos son el primer logro del periodo de la llamada literatura moralista, alternando aspectos éticos y sublimes con un sutil análisis de las reglas de la política interna y externa. 
Su nombre no figura en la Lista Real de Abidos ni en la Lista Real de Saqqara. Tampoco lo mencionan Sexto Julio Africano ni Eusebio de Cesarea. En el Canon Real de Turín, registro 5.x, sólo quedó un pequeño fragmento inscrito con el inicio de su titulatura, Nesut Bity.

## Titulatura
| Titulatura | Jeroglífico | Transliteración (transcripción) - traducción - (referencias) |

| G5 |

| G5 |

| U6 | F34 | i | i | N17 · N17 |

| U6 | F34 | i | i | N17 · N17 |

| U6 | F34 | i | i | N17 · N17 |

| U6 | F34 | i | i | N17 · N17 |

| G5 |

| G5 |

| U6 | F34 | i | i | N17 · N17 |

| U6 | F34 | i | i | N17 · N17 |

| U6 | F34 | i | i | N17 · N17 |

| U6 | F34 | i | i | N17 · N17 |

| U6 | i | i | F34 |

| U6 | i | i | F34 |

| U6 | i | i | F34 |

| U6 | i | i | F34 |

| U6 | i | i | F34 |

| U6 | i | i | F34 |

| U6 | i | i | F34 |

| U6 | i | i | F34 |

| U6 | i | i | F34 |

| U6 | i | i | F34 |

| U6 | i | i | F34 |

| U6 | i | i | F34 |

| U6 | i | i | F34 |

| U6 | i | i | F34 |

| U6 | i | i | F34 |

| U6 | i | i | F34 |

| G38 | N5 | \| \| | F32 · X1 | i | i |
|     |    |       |          |   |   |

|  |

| G38 | N5 | \| \| | F32 · X1 | i | i |
|     |    |       |          |   |   |

|  |

| G38 | N5 | \| \| | F32 · X1 | i | i |
|     |    |       |          |   |   |

|  |

| G38 | N5 | \| \| | F32 · X1 | i | i |
|     |    |       |          |   |   |

|  |

| G38 | N5 | \| \| | F32 · X1 | i | i |
|     |    |       |          |   |   |

|  |

| G38 | N5 | \| \| | F32 · X1 | i | i |
|     |    |       |          |   |   |

|  |

| G38 | N5 | \| \| | F32 · X1 | i | i |
|     |    |       |          |   |   |

|  |

| G38 | N5 | \| \| | F32 · X1 | i | i |
|     |    |       |          |   |   |

|  |

| G38 | N5 | \| \| | F32 · X1 | i | i |
|     |    |       |          |   |   |

|  |

| G38 | N5 | \| \| | F32 · X1 | i | i |
|     |    |       |          |   |   |

|  |

| G38 | N5 | \| \| | F32 · X1 | i | i |
|     |    |       |          |   |   |

|  |

| G38 | N5 | \| \| | F32 · X1 | i | i |
|     |    |       |          |   |   |

|  |

| G38 | N5 | \| \| | F32 · X1 | i | i |
|     |    |       |          |   |   |

|  |

| G38 | N5 | \| \| | F32 · X1 | i | i |
|     |    |       |          |   |   |

|  |

| G38 | N5 | \| \| | F32 · X1 | i | i |
|     |    |       |          |   |   |

|  |

| G38 | N5 | \| \| | F32 · X1 | i | i |
|     |    |       |          |   |   |

|  |